# 父母責任模式
父母責任模式，是指即使一對夫婦離婚後，雙方仍有責任參與有關子女重大決定的概念，當中主要強調父母撫養子女的責任並非權利。
香港法律改革委員會已於2005年3月7日發表《子女管養權及探視權報告書》。報告書的72項建議的重點，是把一個新的「父母責任模式」引入香港的家事法。

## 現時處理撫養權及探視權的原則

### 有關子女管養權和探視權的現行法例
法庭在管養權訴訟案中一般作出的命令有：

#### 管養權判令
1. 獨有管養令：指法庭將管養權及照顧和管束權判給一方。因此，有管養權的一方可照顧和管束子女，並替子女決定各種生活細節。沒有管養權的一方若希望在子女的福利事宜上獲另一方諮詢意見，就必須向法庭提出申請。[3]
2. 共同管養令：指法庭將照顧和管束權判給父母的其中一方，而管養權是判給雙方。[3]
3. 分權令：指法庭將照顧和管束權判給父母的其中一方，而帶有更廣泛決定權力的管養權則判給另一方。  [3]

#### 探視權判令
1. 合理探視權：雙方協商出一個合理的時間及地點，讓非同住的父母探視子女。[3]
2. 規定探視權：跟從法庭命令，在訂明的次數、時間或地點內，讓非同住的父母探視子女。[3]
3. 受監管的探視：沒有管養權的一方在探視子女時，需由有管養權的一方、親屬或第三者（例如：社署社工）監管。[3]

#### 監管令
1. 如法院覺得由於情況特殊，兒童適宜由一名獨立人士監管，則法庭可下令將兒童交由社會福利署署長監管。[3]

### 管養權及探視權的法律原則
在現行法律之下，親子關係是以父母對子女所享有的“權利”及“權能”來界定。當父母離婚時，法院是被視為須擔當在父母之間劃分這一籃子權利及權能的角色。法院過往經常把子女的獨有管養權判給父母其中一方，而獨有管養權所隱含的一切作決定權力亦歸於該一方。至於另一方對子女生活的參與，則僅限於有權探視子女而已。
管養權（或撫養權）
透過法庭判令授予照顧和監管子女的權力。離婚後獲得管養權的父親或母親須負責照顧有關子女的日常生活，並有權為子女日常的福利事項作出決定。
探視權
是父母與子女保持聯繫的權利，而保持聯繫的方法有通信、發放電郵、致電、探訪子女、攜同子女外出或間中 讓子女留宿。
法律上，探視權可以分為留宿權和探望權。
- 留宿權：是一個寬鬆的探視權，擁有探視權的一方，不但可以在日間和子女接觸，還可以帶領子女到他們自己的居所留宿。[7]

- 探視權：其權利比較留宿權較受限制，攤有探視權的一方，只可以在特定的時間內和子女接觸，例如：只可在指定時段內與子女接觸，例如督促子女做功課，或在假日帶子女出外遊玩等。可是，擁有探視權的一方不可在未獲得擁有子女監護權的同意下，帶子女回到自己的家中留宿。[7]

## 父母責任模式

### 背景資料
「父母責任模式」是一個嶄新的模式，用於處理父母離婚後子女的安排「父母責任模式」與傳統的兒童管養安排最大的不同之處在於：
1. 「父母責任模式」強調父母雙方對子女的持續責任（而非他們的權利）；以及
2. 父母雙方身為父母的責任應該一直維持到子女成年為止，不應因離婚而終止。在「父母責任模式」下，父母即使在離婚後，雙方都仍有責任參與關乎子女的重要決定。

法改會認為，與現行法例比較，「父母責任模式」更能以兒童為本、促進父母在離異後仍繼續參與有關子女教養的事宜、令離婚父母不用再為爭奪管養權而角力，以及更符合家事法的國際趨勢及《聯合國兒童權利公約》的規定。

### 「共管」的原則
| 一般原則的主要條文                 | 建議內容 |
| ---------------------------------- | --- |
| 裁斷子女最佳利益的法定清單         | 制定法定清單，列明各項必須考慮的因素，以助法院於相關法律程序中裁斷什麼才符合子女的最佳利益。 |
| 對子女的「父母責任」               | - 「父母責任」包含父母對子女的所有職責、權利或權力。 - 「父母權利」的作用是利便父母履行「父母責任」 。 父母的責任和權利將建議為： 責任： - 保障子女的最佳利益 - 以適當的方式向子女提供指示及指導 - 與子女維持個人關係及保持定期直接接觸 - 擔任子女的法律代表 權利： - 與子女同住，或以其他方式規管子女的居住 - 以適當方式控制、指示或指導子女的撫育 - 與子女維持個人關係，並保持定期直接接觸 - 擔任子女的法律代表 |
| 未婚父親獲得父母責任               | - 在現行法律下，未婚父親須向法院申請命令，才能獲得對子女的父母責任。 - 為方便未婚父親獲得父母責任，建議未婚父親可透過在子女的出生登記冊上簽署，作為一種獲得父母責任的方法。 |
| 關於子女的某些作為所需的同意或通知 | - 任何關乎子女的重大決定，應由父母雙方共同作出；而關乎子女日常生活的決定，則無須通知另一方父母或徵求其同意。 - 規定父母在作出某些作為前，應獲得每名對該子女具有父母責任的其他人的書面同意，或取得法院許可，並應在合理時間內 以書面通知每名對該子女具有父母責任的其他人。 - 「重大決定」的定義為「對該子女的健康、發展和一般福利有長遠後果的決定」。                                                               |

### 「共管」的做法
「共管」的做法如下：
1. 現行管養令（Custody Order）：即一方父母幾乎獨擁監護權，予以廢除。
2. 引入同住令（Residence Order）：訂明誰與兒童同住、誰須對兒童的日常照顧和最佳利益承擔責任的安排的命令。
3. 引入聯繫令（Contact Order）：享有聯繫權的一方父母在行使與兒童聯繫的權利時，有權獨立行事，決定兒童的日常照顧事宜。
4. 引入指定事項令（Specific Issues Order）：父母任何一方均可要求法庭就某項爭議裁決，法院可決定父母雙方都有權就有關事項作決定，或規定在通知另一方前，不得就有關事項作出決定。
5. 引入法定清單：訂明哪些關於子女的決定需另一方父母表示同意，哪些需通知另一方父母。

| 需另一方同意的重大決定清單內容：                                                          | 需通知另一方的重大決定清單內容： |
| ----------------------------------------------------------------------------------------- | --- |
| - 更改子女的姓氏； - 領養子女的程序； - 遷離司法管轄區超過一個月； - 永久遷離司法管轄區。 | - 子女接受大手術、長期醫療或牙科治療； - 學校教育的重大改變； - 按某宗教信仰教養子女； - 子女結婚； - 與子女一起遷居； - 帶子女離開司法管轄區不足一個月； - 改變居籍或國籍； - 子女生活的其他重大決定。 |

6.第三者（例如：祖父母、外祖父母）若與兒童同住一段時間，亦可申請父母責任。
7.兒童的意見：所有婚姻條例應寫明需聽取兒童的意見，提供渠道讓兒童直接或間接表達意見，但不強令兒童表達意見。
8.引入法定清單，訂明所有涉及兒童的法律程序，都以兒童最佳利益為依歸。
| 清單主要內容 |
| --- |
| - 兒童的意願和感受（須按其年齡和理解力作出考慮）； - 身體、感情和教育的需要； - 情況有變對其可能造成的影響； - 年齡、性別、背景，及其他法院認為有關的特徵； - 曾經受到或可能受到的傷害； - 父親、母親和相關人士滿足其需要的能力； - 法院可行使的權力； - 兒童與父親或母親及其他相關人士的關係； - 兒童與父親或母親保持聯繫的實際困難； - 父母親對父母身份的責任所表現的態度； - 涉及兒童或其家庭的任何成員的家庭暴力。 |

### 法例所洐生的憂慮

#### 隱性家暴
法院視家庭暴力為其中一項評定子女最佳利益的考量因素，但根據外國研究及眾多前線工作者經驗，隱性家暴個案實屬常見。就 Johnson, et al.於美國加州的研究所得，法庭判決忽視了14.7%的家庭暴力個案。婦女受到文化背景、傳統社會觀念、法律知識、撫養權等因素影響，選擇隱藏家暴的情況。
現時《家庭及同居關係暴力條例》並無對家庭暴力作出法律界定，即使可以就「騷擾」申請針對加害人的強制令，但「騷擾」的定義很模糊。如在判決子女的管養安排時未有處理這種隱性家暴問題，而要求父母於離婚後持續地與前配偶保持密切聯繫，這只會令暴力延續。

#### 舉證責任
現時個案牽涉隱性家暴，案主需要就著情况提出證據，特別是精神虐待個案的舉證並不容易。有個案遭到配偶精神虐待，唯求助時個案未有被社工或執法人員界定為家暴個案，婦女因而仍要盡力履行親職責任，加添婦女在進行探視期間的精神壓力。現時舉證責任往往落入受虐一方，對於經濟獨立能力及教育水平較低的婦女而言，難以透過繁瑣的法律程序及沈重的經濟負擔去阻撓前配偶的煩擾行為，對此做成心理及精神上的困擾。

#### 司法人員及及執行配套措施的工作人員的性別敏感度
整個擬議法例提倡孩子利益優先。事實上，父或母在親職角色上的需要及困難並不相同，加上現時香港仍未達至性別平權，女性在社會上享有的資源、地位仍較男性為低。在處理離異夫婦時對性別之間的權力關係的敏感度尤其重要，否則看似「中立」的服務其實是向有權力的一方傾斜，在離婚的安排上延續兩性的不平等。

#### 離婚婦女責任
在欠缺配套措施的情况下，要求父母履行共同管養模式，只會把責任推向弱勢一方，並且漠視高衝突個案的危機性。在性別定形及中國傳統文化背景下，婦女往往肩負照顧者的角色，不單要負上母親的關愛責任，更要負上要求父親盡其角色的責任。更甚者，新法例規定父母在作出决定前按程度地通知前配偶。對於高風險及衝突的配偶而言，此類接觸定會構成威脅。

### 各界對透過法律改革推行「父母責任模式」的意見
支持：
部分人士，特別是來自法律界的人士，認為當局應透過立法形式推行「父母責任模式」。他們的理據包括「父母責任模式」以兒童為本，能促進父母在離異後仍繼續參與有關子女教養的事宜。他們認為如要在香港正式推行「父母責任模式」，必須具備法例依據，列明相關原則和法院權力。
在實際運作上，他們認為在法改會的建議下，法院將有清晰明確的權力作出適當的安排，預防和處理父母在子女教養事宜上持續產生嫌隙；即使他們之間出現角力，有關個案亦可再次呈交法院，由法院發出命令（包括指定事項令及禁止行動令）處理爭議。就涉及家庭暴力的個案，他們認為法改會在2005年發表的報告書內提出的新訂及修訂建議，已照顧到受害者的需要。
反對：
部分人士（包括社工及婦女團體）對於透過法律改革在香港引入「父母責任模式」有所保留。他們的理據包括在現行法例下，若父母雙方能够為子女的最佳利益互相合作，法院已經可以發出共同管養令，從實際的角度來看，沒有必要或迫切需要作出法律改革。部分持份者擔心「父母責任模式」未必切合所有家庭的情况需要，建議的安排有可能會被父母濫用，以妨礙或煩擾其配偶，離婚的父母日後在與子女有關的重大事宜上的訴訟亦可能會有所增加（父母須承擔的訴訟費用亦然）。

### 其他普通法司法管轄區的最新發展
英格蘭與威爾斯、蘇格蘭、澳大利亞和紐西蘭已先後在1989年至2005年期間，透過法律改革推行「父母責任模式」。
英格蘭與威爾斯和澳大利亞在引入有關法律改革的數年後，就改革的成效進行了評估。有關的研究發現兩個司法管轄區的法律改革在達致「父母責任模式」的目標方面存在一些問題。

#### 父母的思維模式
悉尼大學聯同澳大利亞家事法庭在2000年發表研究報告《1995年家事法改革法案：前三年》（The Family Law Reform Act 1995: The First Three Years）。該報告的結論是，自從1996年進行家事法改革以來，「沒有證據顯示在當地的家事法制度下，分居父母的子女在生活中真的獲得父母共同照顧」。「對律師和法律顧問進行的訪問和調查顯示，改革實際上並未有帶來任何實質變化」。
澳大利亞眾議院下的家庭及社區事務常設委員會在2003年發表另一項研究，題為《每張圖片講述一個故事》（Every Picture Tells a Story），當中有以下結論：澳大利亞當時採用的法律所規定的「父母共同負起教養子女責任」的推定，並「沒有反映於現時的法院和社會內」以及「父母的行為一直沒有改變，勝負兩極的情况仍屢見不鮮」。

#### 法院審議個案
英格蘭與威爾斯和澳大利亞兩個司法管轄區實施法律改革後，父母對立的衝突和訴訟有所增加。根據加拿大司法部在2001年委託進行的《兒童監護權與法律規制變更的選擇分析》（An Analysis of Options for Changes in the Legal Regulation of Child Custody and Access）研究，英格蘭與威爾斯所發出的指定事項令數目有所上升。該項研究認為，指定事項令可能鼓勵了人們把瑣碎的爭議訴諸法院。同一研究又指出，在澳大利亞，向法院申請發出有關兒童的命令的數目亦告上升。據這項研究稱，有意見認為新的「父母責任模式」或會令存心騷擾前度伴侶的非同住父母有機可乘，動輒就子女的瑣碎事情向法院申請命令。部分非同住父母期望同住父母「承擔絕大部分工作」，另一方面卻「不放過任何一個機會」質疑同住父母對子女的照顧，及╱或責備同住父母未就日常决定徵詢意見。
《1995年家事法改革法案：前三年》研究報告指出，在「父母責任模式」下，誰對子女負有責任這個問題存在不明確和含糊之處，這或會令非同住父母（大多為父親）抱有不切實際的期望。有些非同住父母認為有關改革讓他們享有更多甚至均等時間與子女共處。有關的法律改革對父母的態度帶來轉變，令越來越多父母傾向訴諸法院，以維護他們在子女生活中所擔當的重要角色。這些情况皆有可能引起父母雙方發生衝突，最終導致訴訟。

#### 濫用情況
《1995年家事法改革法案：前三年》研究報告指出，澳大利亞推行「父母責任模式」的做法，製造了較大的空間，讓濫用權力的非同住父母能以質疑主要照顧者為子女所作决定和選擇的管道，騷擾或干預其生活。「父母責任模式」可能成為濫用權力的非同住父母一個新的控制工具，導致爭訟不休，法院判令沒完沒了。該研究顯示，非同住父母以聯繫令遭違反為理由而要求「禁止違令」的申請大增，但不少都被裁定為缺乏理據，很多都是用來騷擾或質疑同住父母，並非真心為聯繫權受損而申訴。

## 贍養費爭議

### 背景資料
「父母責任模式」的理念上強調離異父母對教養子女有持續責任，然而這是理想的教養概念，但現行社會未有足够配套及充足準備的情况下推行「父母責任模式」，只會對婦女及子女作成傷害。穩定的贍養費是單親家庭及孩子照顧的最基本支持，然而，現時拖欠贍養費的情況嚴重，追討過程繁複，亦没有機制和措施去執行贍養令，讓照顧孩子的一方承受極大的困擾，更直接影響兒童的福祉。《子女管養權及探視權報告書》並沒有檢視及改善贍養令或扣押令的建議。現行的贍養費追討機制未有改進下推行法律改革令婦女日後除了需要承擔撫養子女支出外，更需兼顧安排聯繋前夫及子女的工作，又要就子女事宜知會前夫及取得同意。這樣對婦女會做成多重不公平。

### 與贍養費安排有關的法律和措施
現時香港有關贍養費的安排，是由香港法例第16章《分居及贍養令條例》及第192章《婚姻法律程序與財產條例》所規定。除此以外，離婚雙方亦可以不經法庭的程序，以協議形式訂明有關的贍養責任。現時香港並沒有中介組織落實贍養費令之執行，如果因未能收取贍養費而導致經濟困難，可以申請綜合社會保障援助金。據接觸有關個案的社工透露，現時的制度對受款人（絕大部分為女性）造成相當大的困難及壓力。
《分居及贍養令條例》規定在一些特定情況下，例如丈夫酗酒、吸毒、遺棄妻子等，妻子可根據條例，向法院要求發出分居及贍養令。在某些情況下，丈夫亦可以同一條例要求與妻子分居。命令內容包括申請人不再有義務與其配偶同居、將該婚姻所生育的子女管養權交予配偶、訂明給予配偶及子女的贍養費數額及付款方式等。
倘夫婦引用《婚姻訴訟條例》訴訟離婚，推翻婚姻或制令分居，《婚姻法律程序與財產條例》授權法院頒發贍養令予任何一方。贍養費可以以一次過付款、定期付款、具保定期付款、給予信託基金或其他方式發出。贍養費並無最高限額，最長有效期可至夫婦任何一方死亡為止。有關條例亦規定對子女的贍養責任。付款人要為子女提供生活及教育所需，直至子女達十六歲，如果證明子女在十六歲以後還在接受教育或有特別需要，如精神或身體弱能，可要求地方法院將有關的贍養令延長兩年，最長可延至子女二十一歲為止。
如果付款一方拒絕或拖欠贍養費，則受款一方可循民事途徑向付款人追討。受款一方亦可以以下列方式強制付款人履行有關贍養費的法庭命令。
判決傳票
1. 向法庭申請判決傳票。法庭可傳召付款一方出庭，而他/她需要就經濟狀況和清還拖欠款項的能力作出解釋。若在申請執行繳付欠款的法律程序開始時，欠款已逾期未繳超過12個月，法庭就可能拒絕執行付款命令。[16]
2. 付款一方缺乏充分理由而未能付款，法庭有權按照《婚姻訴訟規則》第87條發出新的付款命令或判其入獄。如付款一方重複地缺席聆訊，法庭亦有權在其缺席下判其入獄。但如付款一方清繳欠款或作出相關安排，入獄判令可暫緩執行。[16]

扣押入息命令
按照《婚姻法律程序與財產條例》第28條，如法庭已向贍養費付款一方發出贍養費命令，而
1. 法庭信納該付款一方無合理辯解而沒有支付該贍養令規定須付的任何款項；或
2. 法庭有合理理由相信該付款一方不會遵從該贍養令準時及足額付款；或
3. 該付款一方及指定受款一方均同意根據本條發出命令；及

在付款一方的任何入息中，有可作扣押者，則法庭可命令將付款一方入息中款額相當於該贍養令規定須付的全部或部分款項扣押，而被扣押的款額將由付款一方的收入來源（例如他 / 她的僱主） 付給指定受款一方。但作出上述扣除前，付款一方可保留若干款額作為他 / 她的合理生活費用。
禁止令
受款一方亦可單方面向法庭申請作出命令，在討回債款前，禁止付款人離開香港。該命令如獲授予，將送達香港入境事務處處長，如付款一方企圖離開香港，他 / 她將會被拒出境。
如付款一方經常需要出境，這程序將非常有效，因為會為他 / 她帶來相當的不便。可是，法庭未必會願意用這種方式去限制任何人的自由。因此，只有當其他強制執行的方法無效或不適用時，受款一方才考慮提出上述的申請。

### 本港個案
在2016年，育有一對子女的夫婦辦離婚，法庭下令前夫每月向前妻支付贍養費，但前夫違反命令，拖欠共52萬元贍養費，法庭指前夫藐視法庭命令，判他監禁3個月；前夫不服上訴。上訴庭判前夫上訴得直，指有關程序要欠債人解釋不應判監的原因，是違反舉證責任在原告一方及《人權法》指明假設被告無罪的原則，認為應修改有關法例，令欠債人有機會辯護。然而，是次法庭的判決將會令收取贍養費一方日後更難追討贍養費。

### 離婚單親家庭貧窮情況
離婚單親家庭貧窮情況嚴重
根據社聯《離婚單親家庭貧窮研究》，離婚單親家庭貧窮情況嚴重，離婚單親母親住戶情況更為嚴重。從表3.1可見，整體離婚單親住戶的貧窮住戶比率為36.7%，相較香港整體住戶高約20%，顯示離婚單親住戶貧窮狀況嚴重，超過三成半住戶生活於貧窮線下。另外，離婚單親貧窮住戶中以單親母親住戶居多；單親母親住戶的貧窮比率為40.1%，較單親父親住戶高13.2%。
| 組別         | 離婚單親父親住戶 | 離婚單親母親住戶 | 整體離婚單親住戶 | 香港整體住戶 |
| ------------ | ---------------- | ---------------- | ---------------- | ------------ |
| 住戶總數     | 13,400           | 41,100           | 54,700           | 2,468,000    |
| 貧窮住戶數目 | 3,600            | 16,500           | 20,100           | 392,000      |
| 貧窮住戶比率 | 26.9%            | 40.1%            | 36.7%            | 15.9%        |

表3.1 按性別劃分的離婚單親住戶和香港整體住戶的數目和貧窮比率 (2015年) 
離婚單親住戶申領綜援
根據社會福利署資料，截止2015年底全港有28,403宗單親綜援個案，當中離婚的申請人男性佔9.4%及女性佔54.9%。根據統計處的估計，2015年全港有54,700個住有離婚單親人士的住戶，估算當中大約有33.4%的住戶有申領綜援(見表3.2)。
| 組別               | 離婚單親父親住戶 | 離婚單親母親住戶 | 整體離婚單親住戶 | 香港整體住戶 |
| ------------------ | ---------------- | ---------------- | ---------------- | ------------ |
| 住戶總數           | 13,400           | 41,100           | 54,700           | 2,468,000    |
| 申領綜援住戶       | 2,670            | 15,593           | 18,263           | 392,000      |
| 申領綜援的住戶比率 | 19.9%            | 37.9%            | 33.4%            | 15.9%        |

表3.2 按性別劃分的離婚單親住戶申領綜援的數目和比率 (2015年) 

### 申請贍養費情況
打算或有申請贍養令的比率下降
自2001年起，政府統計處每隔數年就會調查離婚人士領取贍養費的情況。
從表3.3可見，多年來離婚人士打算或有申請贍養令的比率都持續下降，當中只領取一元贍養費的比率維持在三成半以上。部分離婚人士是不打算領取贍養費，或只保留象徵式一元贍養費。
| 年份                                                  | 2001           | 2004           | 2007           | 2010           | 2016           |
| ----------------------------------------------------- | -------------- | -------------- | -------------- | -------------- | -------------- |
| 離婚人士的數目                                        | 118,200        | 216,200        | 227,100        | 256,300        | 362,200        |
| 打算/有申請贍養費人士的數目 (佔離婚人士的百分比)      | 32,100 (27.2%) | 54,900 (25.4%) | 58,300 (25.7%) | 61,700 (24.1%) | 61,100 (16.9%) |
| 實際領取贍養費人士的數目                              | 21,400         | 40,500         | 41,400         | 42,600         | 55,100         |
| 領取一元贍養費人士的數目 (佔領取贍養費的人士的百分比) | /              | 14,600 (36.0%) | 19,300 (46.6%) | 17,300 (40.6%) | 20,800 (37.7%) |

表3.3 按指定年份劃分的離婚人士領取贍養費的情況

### 領取和追討贍養費的困難

#### 拖欠情況
香港婦女中心協會於2016年7月至10月期間進行問卷調查，合共收集了185份問卷，其中170份為有效問卷。在155位已完成離婚或正在辦理離婚手續的受訪者中，接近一半（49.7%）獲取贍養費令，當中超過六成（62%）遇到收取困難。遇到收取贍養費困難的婦女中，超過九成都遇到拖欠問題（92%），其次是「被責駡或羞辱」（44%）、「前夫失蹤」（21%），甚至有個案因贍養費問題遭受暴力對待、恐嚇或子女遭受暴力對待。
在被拖欠贍養費時，超過八成的情況是「既不準時又不足」（81%），超過九成（91%）受訪者表示因此出現經濟困難。最多人選取的解決方法是「找工作」（37%），其次則是「動用儲蓄」（21%）和「申請綜援」（21%）。
現時收取贍養費的機制非常依賴付款人主動服膺，否則收取贍養費的過程將會非常困難。事實上，不少付款一方會對受款一方故作刁難及凌辱，使受款一方尊嚴盡失，不少付款人更會使盡方法逃避付贍養費，包括瞞稅、訛稱無固定收入、失蹤或離境等，而受款一方大多為女性，面對前夫的不友善對待，她們難以追討贍養費。欠有效渠道去追討贍養費，變相降低被受款人追討的意欲。

#### 放棄追討原因
1. 受款一方因收取或追討贍養費而再次接觸付款一方，容易受到辱罵或甚至遭受暴力對待；
2. 部分贍養費付款人會拒絕履行責任，沒有留下任何聯絡地址，以致受款一方無法有效地採取法律追討行動；
3. 即使受款一方取得所需地址，贍養費付款人也可以逃避接收判決傳票。除非傳票已經面交送達致贍養費付款人，否則法庭不能就欠款發出命令。此外，追收欠款的法律程序是繁複和費時的；
4. 部分贍養費付款人不定期付款，或數額不足，以至受款一方難以訴諸法律行動；
5. 離婚人士如因收不到贍養費而向社署申領綜援或向法援署申領法律援助，在申請獲得批准前，她們必須反覆前往社署和法援署辦理手續。而不少離婚人士在申請法律援助後，才知道其申請是沒有機會獲得批准的；及
6. 辦理有關的法律手續、出席法庭聆訊、申請綜援和法律援助等，對於在職的離婚人士來說，繁複的訴訟程序是他們選擇不追討的重要原因。[28]

根據香港婦女中心協會的問卷顯示，就追討贍養費的情況，在44名被拖欠贍養費的受訪人中，75%有嘗試追討，25%沒有。在沒有嘗試追討贍養費的受訪者中，分别有82%表示沒有嘗試追討的原因為「提出法律的訴訟的程序太複雜」及「對追討程序欠信心」，以及分別有64%表示「對方不會支付」以及「對方無能力支付」。

### 單親人士申請綜援和法律援助的問題

#### 申領綜援
由於社會福利署視贍養費為收入，在計算綜援受助人可領取的綜援金額時，會從中扣除贍養費的金額。根據社會福利署的指引，單親人士被拖欠贍養費後要匯報社署，並應允尋求法援協助追討，社署才會停止從綜援中扣除贍養費，又或批出綜援。
社署處理贍養費被拖欠的程序比指引列明的複雜。有單親人士指出，她們需要確認前夫完全不會支付贍養費，又或取得法援協助和證明開展追討程序，社署才會批出綜援或停止從綜援扣減贍養費，這段時間可能長達半年之久。換言之，一旦出現拖欠贍養費的情況，該領取綜援的家庭有機會短期內難以應付一名家庭成員的開支。
但由2017年6月1日起，社署在處理涉及被拖欠贍養費的綜援個案時，於受助人未能成功追討贍養費之前，社署不會因應有關贍養費而扣減其可獲的綜援金額或停止發放綜援。然而，受助人須向社署表明有意追討贍養費。在受助人成功追討贍養費後，社署會與他／她們商討，以按個別情況適當處理是否會調整其綜援金額的問題。

#### 申領法律援助
申請人必須通過經濟審查，才有資格獲得法律援助。經濟審查是用來評定申請人的財產和入息是否超過法律援助設定的財務資源上限。要通過經濟審查，申請人的財務資源不得超過港幣269,620元，若超過此上限，一般不會獲批法援。
根據《法律援助（評定資源及分擔費用）規例》，財務資源是指申請人的可動用資產和每年可動用收入的總和。在計算財務資源時，已婚的申請人，除非已經與配偶分居或離婚，或雙方於有關法律援助申請所涉及的案件中有利益衝突，否則其配偶的收入和資產將會被視為申請人本身的收入及資產。申請人之其他家庭成員的收入或資產則不會計算在內。如果申請人乃領取綜援人士，則其財務資源通常會被視為不超過港幣 20,000 元（除非有證據顯示並非如此，則作別論）。如果申請人代其未滿18 歲的子女申請法律援助，則當局在計算財務資源時，只會評估該名子女的財產和收入。
申請法律援助的程序既繁複且費時。為了辦理有關手續，離婚人士須到訪法援署以及代表律師多次，令父母須犧牲照顧子女的時間，而在職人士則須犧牲工作的時間。 

### 親自追討而承受的壓力

#### 心理壓力
追討贍養費的繁瑣事宜、傳統社會觀念、經濟壓力、照顧子女的重擔、別人的目光和言辭，均是單親婦女的壓力來源。一方面，他們要鉅細靡遺記錄和前配偶的金錢往來，以應對被拖欠贍養費時的追討程序。另一方面，他們需要親自來往社署、法院、法援署等機構處理追討贍養費事宜，程序繁瑣之餘，又要照顧子女。除此以外，他們還要擔心贍養費被拖欠帶來的經濟壓力，心理壓力之大可想而知。

#### 經濟壓力
部分單親人士在消費時要非常精打細算，例如在街市收檔時間買剩菜，力求節衣縮食壓縮開支，以備不時之需。不少單親人士會壓縮自己的開支， 儘量把金錢投放在子女的身上，特別是教育和課外活動方面。除了經濟壓力，獨力照顧子女的重擔和他們向政府求助時遇到的不友善經歷。

#### 二度傷害
單親人士要親自和前配偶處理被拖欠的贍養費。雖然平日領取贍養費不需要和前配偶聯絡，但出現拖欠的情況時，單親人士只能聯絡前配偶追討贍養費。對於不少感情破裂，又或遭受家暴的單親人士來說，這是一個很難跨過的關口，而且容易受到二度傷害，例如被辱罵，甚至毆打。

## 親子探視及調解中心

### 香港現時服務
面對離異對當事人及孩子實在並不容易，存着許多壓力和挑戰，現實上所謂正向的離婚亦不能保證對孩子毫無損害；現時，社會上有不同的非政府機構為離異家庭提供的家庭教育，協助夫婦彼此和平協商，處理因分居或離婚所需作出的各種安排。
| 服務單位           | 計劃 |
| ------------------ | --- |
| 香港家庭福利會     | 『夾縫中的曙光』-「兒童為本」共享親職先導計劃 - 計劃第一期3年(2013年10月至2016年9月) - 計劃第二期2年(2016年10月至2018年9月) |
| 香港家庭福利會     | 子女探視服務先導計劃 - 計劃為期2年(2016年9月至2018年9月)                                                                    |
| 香港公教婚姻輔導會 | 賽馬會離異父母支援服務 - 計劃為期3年 (2015年4月至2018年3月)                                                                 |

### 爭議部分
服務廣泛性
子女探視服務先導計劃由香港家庭福利會負責營辦，為期兩年，費用全免。計劃原先是希望服務一眾自願求助的離異父母，惟計劃推行至今大部份個案屬社署或法庭轉介，只有少部分的個案是由離異父母主動申請。
資源及人手的投放
政府於2019年撥款由四間非牟利機構（包括香港公教婚姻輔導會、家福會、聖雅各福群會及小童群益會）開設五間共享親職支援中心，但計劃中所投放的資源及人手不足，前線人員難以處埋大量個案。亦有部份探視個案出現「輪候」才可進行探視的情況，難以滿足服務使用者的需求。
安全問題
探視中心設立於工廈內，而最令人擔憂的安排是中心的緊急出口設於中心的出入口旁邊；當有緊急事情發生時，離異家庭之子女及其父或母是否能夠成功走避，當中的安全問題值得我們去關注。